# Мечеть Укба

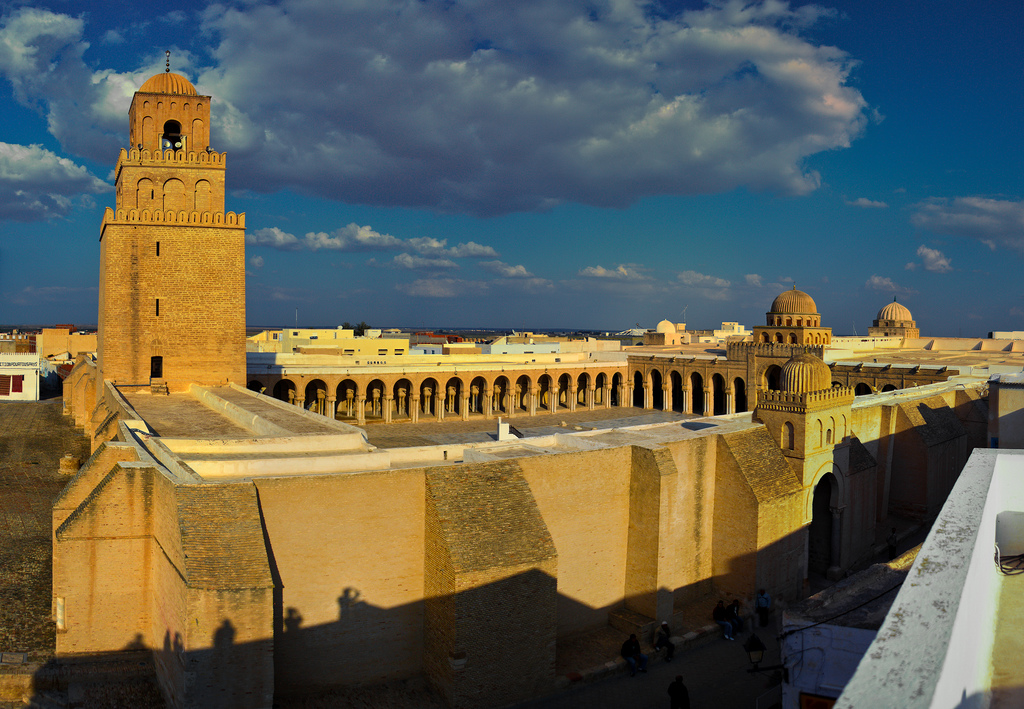

Тривимірна комп'ютерна модель

Мечеть Укба (араб. جامع عقبة) також відома як Велика мечеть Кайруана (араб. جامع القيروان الأكبر) — одна з найбільших мечетей у Тунісі, розташована в місті Кайруан. Як перша історична столиця мусульманського Магрибу, Кайруан вважається духовним та релігійним центром Тунісу та іноді — четвертим священним містом ісламу. Велика мечеть вважається найстарішою святинею та найважливішою мечеттю мусульманського Заходу. З 13 березня 1912 року ця мечеть занесена до списку історичних пам'яток у Тунісі, що охороняються державою, 1988 року вона, як і все місто Кайруан, була занесена до списку Світової спадщини ЮНЕСКО.

## Будівництво
Побудована арабським воєначальником Укба ібн Нафі приблизно 670 року н.е. (у 50 році за ісламським календарем) під час будівництва міста Кайруан. Мечеть має площу 9000 квадратних метрів і є одним з найдавніших місць богослужіння в ісламському світі; також вона стала прообразом для всіх пізніших за часом мечетей в Магрибі. Велика мечеть в Кайруані вважається однією найвидатніших пам'яток ісламської архітектури в Північній Африці, її периметр становить майже 405 метрів.
Цей простір включає гіпостільний молитовний зал, великий мармуровий мощений двір і масивний квадратний мінарет. Крім свого релігійного значення, мечеть Укба вважається одним із шедеврів ісламської архітектури. Мечеть фігурує в багатьох книгах та навчальних посібниках з ісламського мистецтва .

## Історія
Окрім своєї художньої та архітектурної значимості, Велика мечеть у Кайруані зіграла, на думку туніського історика ісламу Мухаммеда Тальбах, «головну роль у ісламізації всього мусульманського Заходу, зокрема Іспанії, та в поширенні малікітства».
Під час правління династії Аглабідів (IX століття) мечеть отримала свій статус завдяки значним роботам з розширення, проведеними у ній. Відомість мечеті Укби та інших святинь в Кайруані допомагали місту розвиватися і рости.
Університет, де працювали вчені, які викладали в мечеті, став центром розвитку ісламської думки та світських науках. Його роль можна порівняти з Паризьким університетом у період середньовіччя. Із занепадом міста Кайруан починаючи з середини XI століття центр інтелектуальної думки перемістився до університету Ез-Зітуні в Тунісі.